# Doze tesouros da Espanha
Doze tesouros de Espanha foi um concurso de âmbito nacional realizado em Espanha pelas empresas Antena 3 e Cope. Os resultados definitivos foram conhecidos em 31 de dezembro de 2007. Resultaram eleitos nove monumentos arquitetónicos e três monumentos naturais.

## Concurso
Apenas quatro meses depois do concurso internacional que elegeu as Novas 7 Maravilhas do Mundo Moderno, produziu-se uma vaga de eleições por todo o mundo para eleger dentro de cada país as suas respectivas maravilhas. Em setembro de 2007, a Antena 3 e a Onda Cero apresentaram uma campanha para eleger os denominados Doce Tesoros de España, uma iniciativa baseada nos votos populares através da internet e de telemóvel. Com mais de 9 000 candidaturas, das quais, depois de várias escolha, ficaram vinte, chegou-se a uma final. Finalmente, dessas vinte, foram escolhidas doze.

## Listagem dos monumentos escolhidos
As doze maravilhas galardoadas como "Tesouros da Nação Espanhola" por ordem de votos foram:
| Tesouro                                     | Local                           | Imagem |
| ------------------------------------------- | ------------------------------- | ------ |
| Catedral de Córdova                         | Córdova, Andaluzia              |        |
| Caverna de Altamira                         | Santillana del Mar, Cantábria   |        |
| Catedral de Sevilha                         | Sevilha, Andaluzia              |        |
| Alhambra                                    | Granada, Andaluzia              |        |
| Catedral-Basílica de Nossa Senhora do Pilar | Saragoça, Aragão                |        |
| Parque Nacional do Teide                    | Tenerife, Canárias              |        |
| Teatro romano de Mérida                     | Mérida, Estremadura             |        |
| Catedral de Santiago de Compostela          | Santiago de Compostela, Galiza  |        |
| Cidade das Artes e das Ciências             | Valência, Comunidade Valenciana |        |
| Templo Expiatório da Sagrada Família        | Barcelona, Catalunha            |        |
| Praia de La Concha                          | San Sebastián, País Basco       |        |
| Museu Guggenheim Bilbao                     | Bilbau, País Basco              |        |